# L'inganno di Prometeo
L'inganno di Prometeo  (The Prometheus Deception) è un giallo del 2001 scritto da Robert Ludlum.

## Trama
La storia inizia nel 2000 con il protagonista, sotto lo pseudonimo de "Il Tecnico", sotto copertura per impedire all'organizzazione terroristica Hezbollah di rovesciare il governo Tunisino. L'operazione sembra andare bene, finché i terroristi non scoprono che le armi che il tecnico ha fornito loro sono difettose. Prima che la battaglia che ne segue sia finita, però, Abu (il leader dell'agenzia terroristica) riesce a pugnalarlo all'addome. Abu viene eliminato e Il Tecnico sopravvive alla ferita. Ted Waller il suo capo, lo licenzia al Direttorio (l'agenzia supersegreta per la quale entrambi lavorano), dicendo che ha perso il suo "tocco"; A Bryson viene ora data l'dentità come professore di storia Bizantina sotto lo pseudonimo di Jonas Barett. Dopo un po' di ubriachezza iniziale e una ricerca dell'oblio perché sua moglie, Elena, lo ha lasciato, accetta il lavoro. Vive sotto questo pseudonimo per 5 anni e diventa un professore popolare, finché il vicedirettore dell'intelligence centrale presso la CIA, Harry Dunne, lo affronta con una rivelazione scioccante.
Lo informa che il Direttorio è in realtà un'operazione di intelligence russa creata da menti del GRU: essenzialmente un'operazione di penetrazione sul suolo americano. Viene a sapere che il suo capo è in realtà Gennady Rosovsky, che ha assunto il nome di Ted Waller dopo il poeta inglese Edmund Waller. Dunne dice che l'intera vita di Bryson, inclusa la morte dei suoi genitori, è stata progettata dal Direttorio per portarlo a far parte dell'agenzia. Ogni missione di Bryson è stata progettata per incrinare gli interessi americani. Bryson si infiltra in una nave cisterna per scoprire cosa stanno facendo con le armi che stanno accumulando e con che denaro. Lì incontra Layla un agente del Mossad. Dopo aver fatto saltare in aria la petroliera e accumulato un arsenale, continua a cercare il Direttorio in Spagna e in Francia;  Seguendo i contatti con il Direttorio, si incontra con un ex collega, solo per vederlo ucciso davanti ai suoi occhi, a Bruxell.
La cosa che più inspettisce Bryson è la contemporaneità tra il suo arrivo e gli attacchi terroristici che seguono.
Successivamente, quando sta per essere ucciso on Cina, viene salvato da Waller, il quale spiega che Harry Dunne fa davvero parte di Prometeo, un'organizzazione di dirigenti aziendali e potenti politici di sparsa nel mondo. I membri di Prometeo stanno spingendo il Trattato sulla Sorveglianza, che consentirebbe un super-FBI internazionale e Richard Lanchester (un ex uomo d'affari diventato politico) ne sarebbe a capo. L'implicazione è che questa organizzazione sarebbe in grado di monitorare tutto ciò che accade nel mondo, e quindi controllarlo, poiché i suoi membri possiedono le società di informazioni.
Condotto da Waller alla nuova sede del Direttorio, reincontra Elena e Layla. Dopo qualche giorno di pace, la sede del Direttorio viene distrutta, e lui e sua moglie Elena, di nuovo uniti, riescono a malapena a fuggire. Dopo alcune ricerche, Nick viene a sapere che i soldi vengono trasferiti ai membri dell'organizzazione attraverso una banca di proprietà della Meredith Waterman (una banca rispettata). Andando alla sede della banca si intrufola nei loro archivi. Là, viene a sapere di una crisi commerciale che costrinse il vecchio CDA a venduta la banca a un certo Gregson Manning, il CEO della più grande azienda del mondo, la Systematix, in possesso di compagnie di assicurazioni sanitarie, satelliti, software e molti altri modi per ottenere informazioni sulle persone. Manning, ovviamente, è un membro di Prometeo.
Bryson ed Elena decidono di infiltrarsi nella villa di Manning per bloccare l'incontro dei leader di Prometeo, il giorno prima che assumano il controllo del mondo. Tuttavia, nick si ritrova Ted Waller nella villa, scoprendo che quest'ultimo è un doppio giochista. Bryson viene circondato e quando sta per essere giustiziato, quando all'improvviso, un Vircator, distrugge i macchinari nella casa di Manning e disabilita tutte le "pistole intelligenti" che sono puntate su di lui. Durante il Black-Out scoppia un incendioe la maggior parte degli ospiti nella villa rimangono intrappolati e uccisi, apparentemente ponendo fine al gruppo Prometeo. Nick ed Elena si trasferiscono silenziosamente in una località tropicale in qualche modo sicuri di essere isolati e lontani da qualsiasi dispositivo di monitoraggio. La loro pace viene interrotta quando Waller attinge alla loro TV satellitare e promette che si incontreranno di nuovo.

## Edizioni
Robert Ludlum, L'inganno di Prometeo, traduzione di Gianni Pannofino, 1ª ed., Rescaldina, Rizzoli, 2001  [2000],  p. 497, ISBN 88-17-86784-5.